# NGC 2026
NGC 2026 est un amas ouvert situé dans la constellation du Taureau. Il a été découvert par l'astronome germano-britannique William Herschel en 1784.